# جو دالی (بازیکن فوتبال)
جو دالی (انگلیسی: Joe Daly؛ 28 December 1897 – ۱۹۴۱ (۴۳−۴۴ سال)) بازیکن فوتبال اهل پادشاهی متحد بریتانیای کبیر و ایرلند بود.